# The Life of the World to Come
The Life of the World to Come – dwunasty album amerykańskiej grupy indierockowej The Mountain Goats. Został wydany 6 października 2009 roku przez 4AD jako ostatnia płyta formacji dla tej wytwórni. Pierwszy singiel, "Genesis 3:23", został udostępniony na stronie internetowej zespołu już 28 lipca. Wytwórnia Rough Trade wydała też nagranie wraz z bonusowym CD-R pod tytułem The Life of the World in Flux, zawierającym głównie wersje demo piosenek. Wydano też edycję DVD zawierającą nagrania piosenek na żywo.
Album utrzymany jest w klimacie zaangażowanego indie rocka z elementami folku; każda z piosenek nazwana jest według konkretnego fragmentu z Biblii i opowiada o przemyśleniach wokalisty Johna Darniella na ich temat. To kolejny po Heretic Pride z 2008 r. album grupy poruszający w głównej mierze tematy religijne. Tytuł został zaczerpnięty z nicejskiego wyznania wiary. Album osiągnął 110. pozycję na Billboard 200. Album otrzymał pozytywne recenzje, zdobywając 78/100 punktów na stronie Metacritic i plasując się na 45. miejscu najlepszych płyt roku według Pitchforka.

## Lista utworów
Wszystkie utwory skomponował John Darnielle.
| 1.  | 1 Samuel 15:23                                | 4:07  |
|     |                                               |       |
| 2.  | Psalms 40:2                                   | 3:13  |
|     |                                               |       |
| 3.  | Genesis 3:23                                  | 3:10  |
|     |                                               |       |
| 4.  | Philippians 3:20-21                           | 3:03  |
|     |                                               |       |
| 5.  | Hebrews 11:40                                 | 2:48  |
|     |                                               |       |
| 6.  | Genesis 30:3                                  | 3:24  |
|     |                                               |       |
| 7.  | Romans 10:9                                   | 2:42  |
|     |                                               |       |
| 8.  | 1 John 4:16                                   | 3:09  |
|     |                                               |       |
| 9.  | Matthew 25:21                                 | 5:47  |
|     |                                               |       |
| 10. | Deuteronomy 2:10                              | 3:21  |
|     |                                               |       |
| 11. | Isaiah 45:23                                  | 3:38  |
|     |                                               |       |
| 12. | Ezekiel 7 and the Permanent Efficacy of Grace | 4:46  |
|     |                                               |       |
|     |                                               | 43:08 |
|     |                                               |       |

## Personel
- John Darnielle – wokal, gitara, fortepian, instrumenty klawiszowe
- Peter Hughes – gitara basowa, gitara elektryczna
- Jon Wurster - perkusja, bębny
- Owen Pallett - aranżacje instrumentów strunowych
- Yoed Nir - wiolonczela
- Yuval Semo - organy, instrumenty strunowe
- Bob Barone - steel gitara
- Brandon Eggleston - produkcja, miksowanie (Chicago)
- Grégoire Yeche - produkcja, miksowanie (Chicag)
- Scott Solter - produkcja, miksowanie, inżynier dźwięku (Monroe)
- Charles Godfrey - asystent produkcji (Tornillo)
- John Congleton - produkcja, miksowanie (Tornillo)
- Vaughan Oliver - projekt graficzny, design
- Marc Atkins - fotografie
- Phoebe Richardson - okładka
- Brian Whitehead - asystent projektanta